# Ђорђе Кантакузин
Ђорђе Палеолог Кантакузин (Грчки: Γεώργιος Παλαιολόγος Καντακουζηνός; 1390 – 1456/59) је био византијски аристократа, члан породице Кантакузин и авантуриста. Познат је и по турском надимку Sachatai, који је стекао у служби деспота Константина на почетку своје војне каријере.

## Живот
Ђорђе Палеолог Кантакузин је вероватно био син Теодора Палеолога Кантакузина. Његова браћа и сестре су: српска деспина Ирина Кантакузин, царица Трапезунта Хелена и неименована супруга грузијског краља Ђорђа VIII. Био је и рођак два последња византијска цара, Јована VIII Палеолога и Константина XI Палеолога.
Младост је провео у византијској престоници, Цариграду, где је учио код Јована Хортасмена. У каснијем животу преселио се у деспотовину Мореје, где је сведочан у документима из Дубровника писаним 1431. године. Имао је научне склоности и држао је библиотеку у Калаврити, где га је посетио Кирнијак из Анконе 1436. године.
Када је деспот Константин (будући цар Константин XI) у септембру 1437. године, отишао у Цариград да управља градом у време одсуства свог брата цара Јована VIII Палеолога, Ђорђе је такође напустио Грчку. Посетио је своју сестру царицу Хелену у Трапезунту, затим другу сестру деспину Ирину у Србији, где је одлучио да се настани. Помагао је у изградњи и одбрани Смедеревског замка чију градњу су започели 1430. године његова сестра и зет деспот Ђурађ Бранковић; неко време командовао је посадом на том утврђењу. Белешка од 31. маја 1454. године, у Прокопијевом рукопису (Cod. Palatin. gr. 278) указује да је припадала Ђорђу Кантакузину док је живео у Смедереву.
Његов праунук, историчар Теодор Спандунес, забележио је да је Ђорђе водио одбрану Смедерева од напада Мађара 1456. године, одбијајући да преда тврђаву чак и када су нападачи пред зидинама извели његовог заробљеног сина Теодора. Историчар Доналд Никол, који је проучавао породицу Кантакузин, сматра да Ђорђе није био присутан приликом првог турског заузимања тврђаве од стране султана Мурата II 1439. године, када је одбрана Смедерева била у рукама његовог брата Томе, као ни при њеној последњој опсади и заузећу од стране султана Мехмеда II 20. јуна 1459. године.
Никол датира његову смрт између 1456. и 1459. године, и тврди да овај Ђорђе Кантакузин није идентичан са „Ђорђем Палеологом“ који је, према Георгију Сфранцесу, био умешан у сукоб између деспота Димитрија II и деспота Томе Палеолога у Мореји 1459. године.

## Породица
Иг Бусак, састављајући генеалогију своје супруге Кароле Кантакузин де Флори, описује Ђорђа Палеолога Кантакузина као њеног деду и брата Великог доместика Андроника Палеолога Кантакузина. Спандунес га је сматрао својим дедом по мајци, а на другим местима га описује као унука цара Јована VI Кантакузина. Никол верује да је Спандун у заблуди, и да му је цар Јован VI био прадеда, а цар - савладар Матија Кантакузин његов деда.
Иако не постоји сачувана евиденција о имену његове супруге, Иг Бушак му приписује породицу од деветоро деце, четири сина и пет ћерки. Према Никол-у, они су:
- Теодор Кантакузин (умро 1459. године?);
- Манојло Кантакузин (1450–1470);
- Тома Кантакузин (1460. године), познат само кроз Бушакову генеалогију.[8]
- Димитрије Кантакузин, о коме се ништа не зна.[9]
- Неименована ћерка, која се удала за Ђорџђа Раула; Раул је служио као изасланик деспота Мореје Томе Палеолога у јулу 1460. године.[10]
- Друга неименована ћерка, која се удала за Николу Палеолога.[11]
- Зое Кантакузин де Флори, која се удала за Џејмса II де Флорија, грофа од Јафе, они су родитељи Кароле, супруге Хуга Бузака.[12]
- Ана Кантакузин, која се удала за Владислава Херцеговића Косачу;
- Још једна неименована ћерка, за коју Никол спекулише да је била мајка Евдокије Кантакузин, мајка Теодора Спандуниса.[13]